# 山口喜三
山口 喜三（やまぐち きぞう、1962年 - ）は、日本の実業家。株式会社松翁軒代表取締役社長、11代目。

## 人物・経歴
1962年、長崎市生まれ。立教大学経済学部卒業。大学卒業後、東京と千葉の和菓子店での菓子職人修業を経て、1991年に株式会社松翁軒に入社し、カステラを焼き始める。松翁軒は、1681年（天保元年）創業の長崎に本店を置くカステラの老舗である。
1994年、スペインのマドリードの菓子店「「オルノ・サン・オノフレ」にて、長崎カステラの製法を伝授し、約420年ぶりとなるカステラの里帰りを果たすなど、文化の継承と国際交流の取り組みを行った。また、1996年にはポルトガルの菓子職人を受け入れ、カステラの製造指導を行った。
2007年には、戦前に店頭から姿を消していた、江戸時代の高級カステラである「五三焼」を復活。
2009年に、11代目当主として松翁軒代表取締役社長に就任。2011年に、カステラ文化研究会を発足。2012年、同研究会で、坂本龍馬のレシピに則り、炭火の弾き釜を使った『龍馬のカステラ』を再現した。これは2010年放送のNHK大河ドラマ『龍馬伝』で、龍馬の亀山社中がカステラを焼くシーンがあったが、松翁軒では、彼らが幕末に残した雑記帳『雄魂姓名録』に記されていたレシピを元に再現に挑み製造したものである。
2015年には、冊子である「よむカステラ」の発行人を先代で10代目の父貞一郎から引き継いで、カステラ文化を歴史ある長崎から発信している。